# Better Things
Better Things é uma série de televisão estadunidense exibida pelo canal FX desde 8 de setembro de 2016. A FX fez um pedido de 10 episódios em 7 de agosto de 2015. A série estreou em 8 de setembro de 2016. Em 20 de setembro de 2016, a FX renovou a série para uma segunda temporada, que estreou em 14 de setembro de 2017. Em outubro de 2017, a FX renovou a série para uma terceira temporada.

## Elenco

### Elenco principal
- Pamela Adlon como Sam Fox
- Mikey Madison como Max Fox
- Hannah Alligood como Frankie Fox
- Olivia Edward como Duke Fox
- Celia Imrie como Phyllis

### Elenco recorrente
- Diedrich Bader como Rich
- Lucy Davis como Macy
- Alysia Reiner como Sunny
- Greg Cromer como Jeff
- Rebecca Metz como Tressa
- Patricia Scanlon como Joy
- Mather Zickel como ex namorados de Sam
- Matthew Glave como Xander
- Henry Thomas como Robin
- Kevin Pollak como Marion